# Раян Джонсон
Раян Крейґ Джонсон (нар. 17 грудня 1973) — американський сценарист і режисер, який виграв Особливий приз журі за оригінальне бачення на кінофестивалі «Санденс» у 2005 році зі своїм дебютним фільмом «Цеглина».

## Background
Джонсон народився у Меріленді, США. Виріс він у місті Сан Клемент, Каліфорнія, і ходив до середньої школи, де він пізніше зняв свою «Цеглину». Потім він вступив до Університету Південної Каліфорнії і закінчив Школу кіномистецтв при Університеті Південної Каліфорнії у 1996 році.
Кінокар'єру Джонсона, як зазначив кіножурналіст Роберт Кей Елдер (автор колекції інтерв'ю «Фільм, що змінив моє життя»), значною мірою надихав фільм «Енні Холл», «картина, яка зламала так багато правил кінематографу»: 
 «Це зворушило мене так, як дуже небагато інших фільмів могли зачепити мене. Це щось таке, до чого, з Божою поміччю (якщо я зможу продовжити знімати фільми), років через двадцять, можливо, я зможу наблизитися».

На додачу до своєї кінопрофесії, Джонсон іще співає народних пісень і банджоїст. Кілька його пісень є на його вебсайті: http://www.rcjohnso.com [Архівовано 18 листопада 2017 у Wayback Machine.].
Його брат — відомий музичний продюсер Аарон Джонсон.  Його двоюрідний брат, Нейтан Джонсон, написав музичні композиції для фільму «Цеглина», «Брати Блум» і «Петля часу». Раян і Нейтан утворили фольклорний дует під назвою «The Preserves». Інших родичів, зокрема двоюрідних братів Захарію і Марке Джонсонів, було залучено до дизайнерської й ілюстративної роботи, що стосується Раянових фільмів.

## Фільмографія

### Кіно
| Рік  | Назва                                             | Зазначений як | Зазначений як | Зазначений як | Прим.                |
| Рік  | Назва                                             | Режисер       | Сценарист     | Продюсер      | Прим.                |
| ---- | ------------------------------------------------- | ------------- | ------------- | ------------- | -------------------- |
| 2005 | Цеглина                                           | Так           | Так           | Ні            | також монтажер       |
| 2008 | The Brothers Bloom                                | Так           | Так           | Ні            |                      |
| 2010 | The Mountain Goats: The Life of the World to Come | Так           | Ні            | Ні            | документальний фільм |
| 2012 | Петля часу                                        | Так           | Так           | Ні            |                      |
| 2017 | Зоряні війни: Останні джедаї                      | Так           | Так           | Ні            |                      |
| 2019 | Ножі наголо                                       | Так           | Так           | Так           |                      |
| 2022 | Ножі наголо: Скляна цибуля                        | Так           | Так           | Так           |                      |
| 2023 | Чиста гра                                         | Ні            | Ні            | Виконавчий    |                      |
| 2023 | Американське чтиво                                | Ні            | Ні            | Виконавчий    |                      |
| 2025 | Ножі наголо: Прокинься, мрець                     | Так           | Так           | Так           |                      |

### Телебачення
| Рік  | Назва            | Зазначений як | Зазначений як | Епізод                      |
| Рік  | Назва            | Режисер       | Сценарист     | Епізод                      |
| ---- | ---------------- | ------------- | ------------- | --------------------------- |
| 2010 | Terriers         | Так           | Ні            | "Manifest Destiny"          |
| 2010 | Пуститися берега | Так           | Ні            | "Fly"                       |
| 2012 | Пуститися берега | Так           | Ні            | "Fifty-One"                 |
| 2013 | Пуститися берега | Так           | Ні            | "Ozymandias"                |
| 2014 | HitRecord on TV  | Ні            | Так           | "RE: Trash"                 |
| 2023 | Покерфейс        | Так           | Так           | "Dead Man's Hand"           |
| 2023 | Покерфейс        | Так           | Ні            | "The Night Shift"           |
| 2023 | Покерфейс        | Так           | Ні            | "Escape from Shit Mountain" |
| 2023 | Покерфейс        | Ні            | Так           | "The Hook"                  |

## Кінокар'єра

### «Цеглина»
Кошторис картини «Цеглина» склав менше $500,000. Це кримінальна драма за участю Джозефа Ґордон-Левітта. Джонсон часто казав, що він озирався на новели Дешила Хамметта при конструюванні специфічної мови фільму. Хоч фільм класифіковано у стилі нуар, — сам Джонсон зазначає, що під час виробництва не було одних посилань на цей стиль кінематографу. «Цеглина» вийшла на DVD завдяки компанії Focus Features, котра спеціалізується на «артхаусних» фільмах.

### «Брати Блум»
«Брати Блум», Джонсонова друга картина, — це історія про фінансових аферистів міжнародного масштабу, де знялися актори Марк Руффало, Едрієн Броді, Рейчел Вайс і Рінко Кікуті. «Брати Блум» демонстрували на екранах у травні 2009 року, а пізніше картину побачили на DVD завдяки компанії Summit Entertainment.

### «Петля часу»
«Петля часу» (англ. «Looper», букв. «петляр») — це третій Джонсонів фільм; його почали знімати в Луїзіані 24 січня 2001 року, а на екранах кінотеатрів фільм з'явився 28 вересня 2012 (примітно, що в Україні фільм випустили на день раніше). Фільм розповідає про недалеке майбутнє, критики йому приліпили ярлик «чорна наукова фантастика», бо розповідає про похмурі часи внаслідок нової хвилі фінансової і соціальної кризи 40-х років 21 ст. Зав'язкою фільму є подорожі у часі і часовий парадокс: жертв злочинних кланів відправляють із майбутнього в минуле на страту, таким чином, «стираючи» усі сліди нещасних у майбутньому.  У фільмі знялися актори Брюс Вілліс, Джозеф Ґордон-Левітт, Емілі Блант і Пол Дано. Фільм відкривав Міжнародний кінофестиваль у Торонто 2012-го року  і Міжнародний кінофестиваль у Пало Альто того ж року.

### «Ножі наголо»
«Ножі наголо» (англ. Knives Out) — американська неонуарна чорна детективна кінокомедія 2019 року. Фільм є сучасним детективним романом про розслідування вбивства, стрічка розповідає про невдале сімейне зібрання, яке порушує смерть голови родини, що стає причиною ведення слідства. У ньому знімались Деніел Крейг, Кріс Еванс, Ана де Армас, Джеймі Лі Кертіс, Тоні Коллетт, Дон Джонсон, Майкл Шеннон, Лейкіт Стенфілд, Кетрін Ленґфорд, Джейден Мартелл та Крістофер Пламмер.

## Інші проєкти
Джонсон був режисером відеокліпу «Woke Up New» (англ. «Прокинься новим») до пісні фольк-групи «The Mountain Goats» (англ. «Гірські козли») у 2006 році. Він є шанувальником групи, і кліп йому замовив сам лідер групи Джон Дарньєл, коли подивився Раянів фільм «Цеглина», де в титрах було посилання на цю групу, зокрема у фільмі використали пісню цієї групи «The Best Ever Death Metal Band in Denton» (англ. «Найкраща дес-метал група в Дентоні»). Джонсон також був режисером відеофільму з концерту «Гірських козлів», який представляв їхній альбом 2009 року «The Life of the World to Come» (англ. «І прийде життя світу цього»). Фільм складається із однієї бездубльової і нерегакованої сесії зйомок (Single-shot), яка показує Дарньєла, хто виконує увесь альбом на гітарі і піаніно з найменшим акомпануванням. Цей фільм зняли у Нью-Йорку, Чикаго, Сиетлі і Портланді, штат Орегон. Після закінчення зйомок фільм було випущено обмеженим тиражем DVD завдяки фірмі Record Store Day 17 квітня 2910 року.
Джонсон зняв кілька короткометражних фільмів, деякі з них є на вебсайті режисера. Його короткий метр ще з середньої школи під назвою «Ninja Ko» (англ. «Корпорація ніндзь») є додатком до  DVD із фільмом «Цеглина» (як  великоднє яйце). Диск із «Братами Блум» має короткометражку у стилі Бастера Кітона (німе кіно, яке він зняв у коледжі). Після роботи із актором Ґордон-Левіттом у «Цеглині», разом вони у Парижі зняли короткометражку «Равлики» («Escargots»). У 2002 Джонсон режисував короткометражний фільм «Психологія аналізу снів», який можна переглянути на його Vimeo-аккаунті.
У травні 2010-го, Джонсон на своєму сайті оголосив, що він режисує епізод «Муха» («Fly») третього сезону телешоу Пуститися берега, який вийшов у ефір 23 травня 2010 року. Примітно, що це перший його досвід режисувати сценарій, написаний не ним самим, причому, Джонсон неодноразово заявляв під час зйомок, що цей сценарій йому нецікавий. Пізніше він режисував іще один епізод («П'ятдесят один»), яке вийшло на екрани 5 серпня 2012р. як частина п'ятого сезону шоу.
Джонсон також режисивув один епізод під назвою «Божественне призначення» («Manifest Destiny») у кримінально-комедійному серіалі «Тер'єри» («Terriers»); цей епізод побачили на екранах протягом четвертого сезону серіалу.
20 вересня 2018 вийшов кліп на пісню Oh Baby LCD Soundsystem.